# Газе, Карл Бенедикт
Карл Бенедикт Газе (фр. Charles Benoît Hase, нем. Carl Benedict Hase; 11 мая 1780, Бад-Зульца — 21 марта 1864, Париж) — видный французский эллинист немецкого происхождения; иностранный член-корреспондент Петербургской Академии наук.

## Биография
Карл Бенедикт Газе получив образование в Йенском и Гельмштедтском университетах, в 1801 году пешком отправился в Париж, откуда по поручению графа Огюста де Шуазёль-Гуфье был отправлен с миссией в Константинополь. Начав изучать хранившиеся там древние рукописи, решил целиком посвятить себя изучению византийской истории и литературы, и спустя не так много времени, стал на этом поприще признанным мировым авторитетом.
В 1805 году он получил назначение в отдел рукописей Королевской библиотеки в Париже. Был учителем греческого языка у племянников Наполеона I — Наполеона Луи и Шарля Луи Наполеона (будущего Наполеона III). В 1816 году стал профессором греческой палеографии и новогреческого языка в Парижской школе восточных языков.
Газе был светским человеком, пользовавшимся популярностью в обществе. На протяжении нескольких десятилетий Газе вёл на смеси древнегреческого языка с новогреческой кафаревусой и неологизмами интимный дневник, где отразились его гурманство, сексуальные приключения и сложные отношения с коллегами-филологами. Прожив большую часть жизни во Франции и реализовавшись в ней как учёный, считал себя французом «как по сердцу, так и по усыновлению».
К. Б. Газе, по поручению русского канцлера графа Н. П. Румянцева издал сочинение Льва Диакона в 1819 году на греческом языке с латинским переводом (впоследствии перепечатано в 1828 году, а первый перевод на русский язык этого издания был осуществлён Д. Поповым в 1820 году). В объяснительных примечаниях к этому изданию была помещена «Записка готского топарха» (условное название, принятое учёным сообществом начиная с работы А. А. Куника 1874 года). Данная «Записка» якобы была найдена К. Б. Газе в одном кодексе (находилась некоторое время в Национальной Парижской библиотеке), где также были разные письма Василия Великого, Фаларида и Григория Назианзина. Впоследствии этот кодекс был утерян и не разыскан. В византинистике существует впервые сформулированная И. И. Шевченко гипотеза о том, что текст «Записки» является подделкой Газе. Возможно также, что Газе принадлежит ещё одна фальсификация — «Письмо Максима Катилианоса».
В 1852 году назначен профессором сравнительной грамматики в Парижском университете.
Карл Бенедикт Газе скончался в Париже 21 марта 1864 года.

## Избранная библиография
- «Thesaurus graecae linguae» (Париж, 1852—1855);
- «Leo Diaconus» (Париж, 1819)
- «De ostentis et de mensibus»[1].